# Gymnochthebius lividus
Gymnochthebius lividus är en skalbaggsart som först beskrevs av Deane 1933.  Gymnochthebius lividus ingår i släktet Gymnochthebius och familjen vattenbrynsbaggar. Inga underarter finns listade i Catalogue of Life.